# Epanterias
Epanterias (лат.) — сомнительный род динозавров-теропод, окаменелые остатки которого были обнаружены в отложениях титонского яруса позднеюрской части формации Моррисон, штат Колорадо. 

## История изучения
Род был описан Эдвардом Дринкером Копом в 1878 году.Типовой вид — Epanterias amplexus. Голотип AMNH 5767 состоит из очень фрагментарных окаменелостей: трёх неполных позвонков, повреждённого коракоида и плюсневой кости. Хотя изначально Коп считал, что кости принадлежали завроподу, позже было доказано, что это теропод. Пол Серено пересмотрел материал как относящийся к крупному виду аллозавров в 1988 году (используя при этом название "Allosaurus amplexus"). 
Другие авторы пошли дальше и рассматривали E. amplexus просто как очень крупную особь Allosaurus fragilis. В 2010 году Пол Серено и Кеннет Карпентер отметили, что образец E. amplexus был найден в стратиграфически более высоком отделении формации, чем типовой образец Allosaurus fragilis, и поэтому «вероятно, относится к другому таксону»; они также сочли голотип этого образца недиагностичным и классифицировали его как nomen dubium.